# Ölands län
Ölands län var tidigare ett svenskt län, bestående av den svenska ön Öland i Östersjön. Ölands län existerade under åren 1819-1826. Residensstad var Borgholm. Såväl före som efter länets existens har Öland i stället tillhört Kalmar län.

## Landshövdingar
| Period    | Landshövding             |
| --------- | ------------------------ |
| 1819-1821 | Axel Adlersparre         |
| 1821-1826 | Ulrik Gustaf Lindencrona |